# Cnephasia
Cnephasia es un género de polillas de la familia Tortricidae.

## Especies
- Cnephasia abrasana (Duponchel in Godart, 1842)
- Cnephasia albatana Chrétien, 1915
- Cnephasia alfacarana Razowski, 1958
- Cnephasia alticola Kuznetzov, 1966
- Cnephasia alticolana
- Cnephasia amseli (Lucas, 1942)
- Cnephasia asiatica Kuznetzov, 1956
- Cnephasia asseclana – flax tortrix
- Cnephasia bizensis Réal, 1953
- Cnephasia chrysantheana (Duponchel in Godart, 1842)
- Cnephasia communana
- Cnephasia conspersana Douglas, 1846
- Cnephasia constantinana Razowski, 1958
- Cnephasia cupressivorana (Staudinger, 1871)
- Cnephasia delnoyana Groenen & Schreurs, 2012
- Cnephasia disforma Razowski, 1983
- Cnephasia disparana Kuznetzov in Danilevsky, Kuznetsov & Falkovitsh, 1962
- Cnephasia divisana Razowski, 1959
- Cnephasia ecullyana Réal, 1951
- Cnephasia etnana Razowski & Trematerra, 1999
- Cnephasia facetana Kennel, 1901
- Cnephasia fiorii Razowski, 1958
- Cnephasia fragosana (Zeller, 1847)
- Cnephasia fulturata Rebel, 1940
- Cnephasia genitalana Pierce & Metcalfe, 1915
- Cnephasia graecana Rebel, 1902
- Cnephasia grandis (Osthelder, 1938)
- Cnephasia gueneeana (Duponchel in Godart, 1836)
- Cnephasia heinemanni Obraztsov, 1957
- Cnephasia hellenica Obraztsov, 1956
- Cnephasia heringi Razowski, 1958
- Cnephasia hunzorum Diakonoff, 1971
- Cnephasia incertana – light grey tortrix
- Cnephasia jozefi Razowski, 1961
- Cnephasia kasyi Razowski, 1971
- Cnephasia kenneli Obraztsov, 1956
- Cnephasia klimeschi Razowski, 1958
- Cnephasia korvaci Razowski, 1965
- Cnephasia laetana (Staudinger, 1871)
- Cnephasia lineata (Walsingham, 1900)
- Cnephasia longana (Haworth, [1811])
- Cnephasia margelanensis Razowski, 1958
- Cnephasia microstrigana Razowski, 1958
- Cnephasia minutula Falkovich, 1962
- Cnephasia nesiotica Razowski, 1983
- Cnephasia nigripunctana Amsel, 1959
- Cnephasia nigrofasciana (Bruand, 1850)
- Cnephasia nowickii Razowski, 1958
- Cnephasia orientana (Alphéraky, 1877)
- Cnephasia orthias Meyrick, 1910
- Cnephasia oxyacanthana (Herrich-Schäffer, 1851)
- Cnephasia parnassicola Razowski, 1958
- Cnephasia pasiuana (Hübner, 1799)
- Cnephasia personatana Kennel, 1901
- Cnephasia razowskii Alipanah, 2019
- Cnephasia regifica Razowski, 1971
- Cnephasia sedana (Constant, 1884)
- Cnephasia semibrunneata (de Joannis, 1891)
- Cnephasia stachi Razowski, 1958
- Cnephasia stephensiana – grey tortrix
- Cnephasia tianshanica Filipjev, 1934
- Cnephasia tofina Meyrick, 1922
- Cnephasia tremewani Razowski, 1961
- Cnephasia tripolitana Razowski, 1958
- Cnephasia tristrami (Walsingham, 1900)
- Cnephasia ussurica Filipjev, 1962
- Cnephasia venusta Razowski, 1971
- Cnephasia virginana (Kennel, 1899)
- Cnephasia wimmeri Arenberger, 1998
- Cnephasia zangheriana Trematerra, 1991
- Cnephasia zelleri (Christoph, 1877)
- Cnephasia zernyi Razowski, 1959